# Ievlah
Ievlah este un oraș din Azerbaidjan.